# Bardsey
Bardsey – wieś w Anglii, w hrabstwie ceremonialnym West Yorkshire, w dystrykcie metropolitalnym Leeds. Leży 12 km na północny wschód od centrum miasta Leeds i 279 km na północ od Londynu. Bardsey jest wspomniana w Domesday Book (1086) jako Berdesei/Bereleseie.